# サイイド・マンスール・ナーディリー
サイイド・マンスール・ナーディリー（英語: Sayed Mansur Naderi、1936年 - ）とは、アフガニスタンのバグラーン州を中心としたシーア派ムスリム教団のタジク・イスマーイール派の精神的指導者「サイイド・カヤン」のことである。バグラーン州のイスマーイール派は世界やアフガニスタンの他のイスマーイール派とは異なり、アーガー・ハーンというイスマーイール世界の名目上の指導者には従わず、「背教の地方イスマーイール派指導者」と呼ばれるサイイド・マンスールの指揮下にある。教団は主流派のスンニ派にもシーア派のハザーラ人にも受け入れられず、歴史的に差別されてきた。
サイイド・マンスールはアフガニスタン王家や共産党政権に仕えたが、ターリバーンによってバグラーン州を失った。ターリバーンの敗北後はバグラーン州に復帰し、2005年に下院議員に選出されてイスマーイール派を基盤とするアフガニスタン国民団結党（パイワンド党）を結党した。

## アフガニスタン王国時代
アフガニスタン王国時代、サイイド・マンスールはザーヒル・シャー国王の議会の副議長になった。

## ソビエト時代
アフガニスタン民主共和国の樹立とソ連の侵攻にともない、バグラーン州のタジク人とパシュトゥーン人は反乱軍のイスラム協会やイスラム党と同盟を結んだ。一方、サイイド・マンスールは共産党政権から資金や武器を得て、伝統的に差別されてきた信徒達による地方軍閥を形成した。サイイド・マンスールは1989年までに1万3000人に達した軍勢を従えて州知事になったが、反乱軍とも協力して物流を妨げないという条件で州内の軍事行動を許した。またこの頃、息子のサイイド・ジャファール・ナーディリーも地方軍閥の指導者やバグラーン州の知事になった。

## ターリバーン時代
1990年代のターリバーン時代、サイイド・マンスール・ナーディリーと息子のジャファール・ナーディリーはバグラーン州から脱出して、イスマーイール派以外のシーア派が強いバーミヤーン州に避難し、家族をフランスに送った。後にサイイド・マンスールはウズベキスタンに亡命し、2002年のターリバーンの敗北後はアフガニスタンに帰国した。